# Муртазин, Кирилл Абдуллович
Кирилл Абдуллович Муртазин (1920 — 25.04.1946) — командир отделения 104-го отдельного гвардейского саперного батальона гвардии сержант — на момент представления к награждению орденом Славы 1-й степени.

## Биография
Родился в 1920 году в городе Харьков. Татарин.
В феврале 1943 года был призван в Красную Армию Ленинским райвоенкоматом города Харькова. С марта того же года на фронте. Воевал на Воронежском, Степном, 2-м и 3-м Украинских и 1-м Белорусском фронтах. Весь боевой путь прошел в составе 104-го отдельного гвардейского саперного батальона 89-й гвардейской стрелковой дивизии, был сапером, командиром отделения. Уже через несколько месяцев, в октябре 1943 года, был награждён первой боевой наградой — медалью «За отвагу». Член КПСС с 1944 года.
5 января 1944 года в районе поселка Глубокая Балка, гвардии ефрейтор Муртазин под огнём противника сделал несколько проходов в минных полях, обезвредил 137 противопехотных мин. Своими действиями способствовал пропуску войск и техники через минные поля.
Приказом по частям 89-й гвардейской стрелковой дивизии от 16 января 1944 года гвардии ефрейтор Муртазин Кирилл Абдуллович награждён орденом Славы 3-й степени.
В ночь на 14 января 1945 года южнее города Варка гвардии старший сержант Муртазин во главе группы разграждения устроил проход в минном поле и проволочном заграждении противника в зоне наступления 267-го гвардейского стрелкового полка. Своими действиями способствовал беспрепятственному продвижению наших войск
Приказом по войскам 5-й ударной армии от 20 февраля 1945 года гвардии старший сержант Муртазин Кирилл Абдуллович награждён орденом Славы 2-й степени.
В ночь на 14 апреля 1945 года на левом берегу реки Одер в районе северо-западнее населенного пункта Киц гвардии старший сержант Муртазин в составе группы разграждения сделал проход в проволочных заграждениях противника и обеспечил прохождение через него артиллерии и пехоты. Был представлен к награждению орденом Славы 1-й степени.
После Победы был демобилизован. Вернулся на родину. Жил в городе Харьков. Работал на тракторном заводе. Скончался 25 апреля 1946 года.
Указом Президиума Верховного Совета СССР от 15 мая 1946 года за отвагу и геройство, проявленные в боях с немецкими захватчиками в Великой Отечественной войне гвардии старший сержант Муртазин Кирилл Абдуллович награждён орденом Славы 1-й степени. Стал полным кавалером ордена Славы.
Награждён орденами Отечественной войны 1-й степени, Славы 3-х степеней, медалями, в том числе «За отвагу».